# Sexe prénuptial
Le sexe prénuptial est la pratique de relations sexuelles entre les membres d'un couple avant leur mariage légal. Historiquement, les relations sexuelles avant le mariage étaient considérées comme un problème moral, tabou dans de nombreuses cultures et considérées comme un péché par le judaïsme, le christianisme et l'islam ; mais depuis les années 1960, elles sont plus largement acceptées, notamment dans les pays occidentaux. 
Jusque dans les années 1950, le « sexe avant le mariage » signifiait avoir des relations sexuelles entre deux personnes avant qu'elles ne se marient. À partir des années 1970,  les relations sexuelles avant le mariage sont devenues plus courantes (au moins aux États-Unis).

## Histoire

### Rétrospective
Au début du Moyen Âge, les amendes étaient connues pour punir les relations sexuelles prénuptiales et extraconjugales ou la fornication.
Les enfants conçus hors mariage étaient également considérés comme la conséquence d'un comportement immoral. Si une grossesse était déjà connue au moment du mariage, celui-ci avait lieu « sans bruit ni chanson ».
Néanmoins, les études modernes montrent une prévalence des rapports sexuels avant le mariage, même pendant la période où les normes religieuses prévalaient. Par exemple, une analyse statistique des registres d'enregistrement du XVIIe siècle au Québec montre qu'environ 12 % des premiers-nés sont nés dans les 36 semaines suivant le mariage.

### La contraception et la révolution sexuelle
La pratique des relations sexuelles prénuptiales a varié au cours de l'histoire en fonction de la culture et de la période historique. En général, la possibilité d'une grossesse non désirée limitait fortement les pratiques sexuelles si l'on voulait contrôler à la fois la descendance et l'héritage familial. Face à cette réalité biologique du sexe, les cultures ont traditionnellement accepté et établi le mariage à un âge précoce afin de les rapprocher et/ou de les unir au début de la fertilité de la femme. Lorsque cela n'a pas été possible, la sexualité a été réprimée par différentes méthodes afin d'éviter toute possibilité de grossesse,.
Bien que les méthodes contraceptives aient toujours existé, ce n'est que dans la seconde moitié du XXe siècle qu'elles ont été commercialisées et que leur utilisation s'est généralisée. La pilule contraceptive — disponible depuis les années 1960 — et l'utilisation généralisée des préservatifs ont permis de séparer les relations sexuelles de la reproduction, la révolution sexuelle a contribué de manière décisive au renouvellement de la considération traditionnelle des relations sexuelles. Ce fait a répandu, dans une mesure différente selon la culture et le contexte social de chaque pays, la pratique des relations sexuelles prénuptiales sans les risques associés de grossesse non désirée,.
Pendant cette période de libération sexuelle, les médias sexuels et la pornographie sont devenus plus répandus et ont normalisé les rapports sexuels prénuptiaux. Les personnes qui regardaient la pornographie percevaient les relations sexuelles prénuptiales des adultes et des adolescents comme socialement acceptables. La violence sexuelle à l'égard des femmes s'est répandue avec la banalisation des rapports sexuels avant le mariage. {{référence nécessaire}}

## Religion
Les opinions sur les relations sexuelles avant le mariage sont souvent façonnées par les enseignements et les croyances religieuses, en partie parce que les anciens textes religieux l'interdisent,. Les personnes qui pratiquent activement leur foi religieuse sont moins susceptibles d'avoir des rapports sexuels avant le mariage ou, du moins, d'attendre plus longtemps avant d'avoir des rapports sexuels pour la première fois,.
Les personnes de confession musulmane ou hindouiste sont moins susceptibles de déclarer avoir eu des rapports sexuels avant le mariage que les personnes de confession chrétienne, juives ou bouddhiste.

### Christianisme

#### Catholicisme romain
L’Église catholique romaine s'oppose aux relations sexuelles qui sont hors mariage, y compris prénuptiales.
En 2011, l'ancienne it-girl italo-polonaise Ania Goledzinowska et le frère Fra Renzo Gobbi ont fondé l'initiative en langue italienne « Cuori puri » (Cœurs purs) dans le sanctuaire marial de Međugorje. Des jeunes gens y font le serment, devant un prêtre catholique de leur choix, d'attendre le mariage avant d'avoir des relations sexuelles.

#### Luthéranisme
L'Église évangélique-luthérienne de Finlande n'a pas de position officielle claire sur les relations sexuelles avant le mariage.  Toutefois, en 2008, l'Église a publié la Déclaration d'éthique sociale des évêques Rakkauden Lahja (Le don de l'amour). Elle commente le sujet des relations sexuelles avant le mariage comme ceci : « La chose la plus heureuse est lorsque les rapports sexuels n'entrent en ligne de compte que lorsque la confiance et l'engagement ont créé un terrain durable pour cela. Le mariage est un environnement authentique et sûr pour les rapports sexuels. »

#### Témoins de Jéhovah
Les Témoins de Jéhovah interdisent les relations sexuelles hors mariage, y compris prénuptiales,.

### Islam
La charia (Coran, sourate 24, verset 2) prévoit une peine de cent coups de fouet pour les rapports sexuels prénuptiaux.
Une étude du Pew Research Center de 2014 sur la moralité mondiale a révélé que les relations sexuelles prénuptiales étaient considérées comme particulièrement inacceptables dans les « nations à prédominance musulmane » telles que la Malaisie, la Jordanie, le Pakistan et l'Égypte, avec chacune plus de 90 % de désapprobation, tandis que les habitants des pays d'Europe occidentale étaient les plus tolérants, l'Espagne, l'Allemagne et la France exprimant moins de 10 % de désapprobation.